# Soarin'
Soarin' est une attraction de type flying theater implantée à Disney California Adventure (Disneyland Resort en Californie), à Epcot (Walt Disney World Resort en Floride), à Shanghai Disneyland (Shanghai Disney Resort) et à Tokyo DisneySea.
Le 5 mars 2015, Disney World annonce l'agrandissement pour 2016 de l'attraction Soarin' à Epcot avec une troisième salle,.

## Le concept et l'histoire
Le concept de l'attraction était de succéder et renouveler le concept des films immersifs projetés dans des salles OmniMax comme celles d'Horizons à EPCOT. L'idée de suspendre les rangées de sièges des visiteurs par le dessus est celle de Mark Sumner.

### Soarin' Over California
L'attraction proposait un survol de l'État de Californie, le "Golden State" au-dessus des lieux les plus célèbres comme San Francisco et son fameux pont le Golden Gate Bridge, Redwood Creek, la Napa Valley, Monterey, le lac Tahoe, le parc national de Yosemite, Palm Springs et son golf, le comté de Ventura, le Parc d'État d'Anza-Borrego Desert, San Diego, Malibu et ses plages, Los Angeles et enfin Disneyland de nuit.
Les passagers prenaient place dans des balancelles sécurisées, surmontées d'un auvent en forme d'aile, chacune pouvant accueillir 87 personnes sur trois rangées de sièges. Puis chaque balancelle s'avance et se soulève, laissant les visiteurs les jambes "dans le vide" et les emportant au milieu d'une immense salle de projection type IMAX en forme de dôme.
Ensuite les images de la Californie prises d'avion étaient projetées sur l'écran à 180° et le déplacement en marche arrière de la balancelle donne l'impression aux passagers de planer au-dessus des paysages californiens. Afin d'augmenter les sensations de vol, des petits mouvements sont donnés aux sièges tels que des secousses lors des virages ou des inclinaisons lors des montées et descentes en totale synchronisation avec les séquences du film. Des ventilateurs soufflent aussi sur le visage des passagers créant la sensation de déplacement d'air.
Il s'agissait d'une attraction spectaculaire où l'illusion de voler est totale : lors des séquences filmées en rase-motte, les passagers ont l'impression de toucher avec le bout de leurs chaussures, le faîte des orangers ou l'écume des vagues du Pacifique. Ce principe se rapproche de l'attraction Back to the Future: The Ride à Universal. Des parfums sont aussi diffusés dans les jets d'air traversant la salle. Par exemple, durant la scène de l'orangeraie de Ventura, un parfum de fleur d'oranger est diffusé tandis qu'une brise marine l'est dans les scènes de Monterey et Malibu. Pour les scènes de désert c'est l'armoise qui est utilisée et plus particulièrement la variété Artemisia tridentata (sagebrush en anglais).

### Soarin' Around the World
En 2016 pour l'ouverture du parc Shanghai Disneyland qui comprend une déclinaison de l'attraction nommée Soaring Over the Horizon, un nouveau film a été produit par Disney. Le film IMAX de cinq minutes a été présenté durant la phase de préouverture de parc pendants 5 semaines avant l'inauguration officielle le 16 juin 2016. Soarin' Around the World comprend des scènes du Cervin en Suisse, de l'Océan Arctique avec une baleine en train de sauter, l'opéra de Sydney en Australie, le château de Neuschwanstein en Allemagne, une horde d'éléphants en Afrique, la Grande Muraille en Chine, les pyramides de Gizeh en Égypte, le Taj Mahal en Inde, des montgolfières au-dessus de Monument Valley à la frontière entre l'Arizona et l'Utah, des Pirogues dans les îles Fidji, les chutes d'Iguazú à la frontière de l'Argentine et du Brésil et la tour Eiffel à Paris. La version chinoise se conclut par un feu d'artifice sur la rivière Huangpu à Shanghai tandis que la version californienne survole le complexe de Disneyland Resort comme dans la version précédente. La version floridienne se termine, elle, par un feu d'artifice sur Epcot.
Le film a été installé en Californie et en Floride le 17 juin 2016 sous le nom Soarin' Over the World et Soarin' Around the World.
Une version Renaissance avec des avions inspirés des ailes volantes de Léonard de Vinci est prévue pour 2019 à Tokyo DisneySea dans la zone Mediterranean Harbor. Elle a été annoncée le 27 avril 2016 par Oriental Land Company,. Le 20 novembre 2016, Oriental Land Company débute la construction de l'attraction Soarin' à Tokyo DisneySea.

## Les différentes attractions

### Soarin' Over California

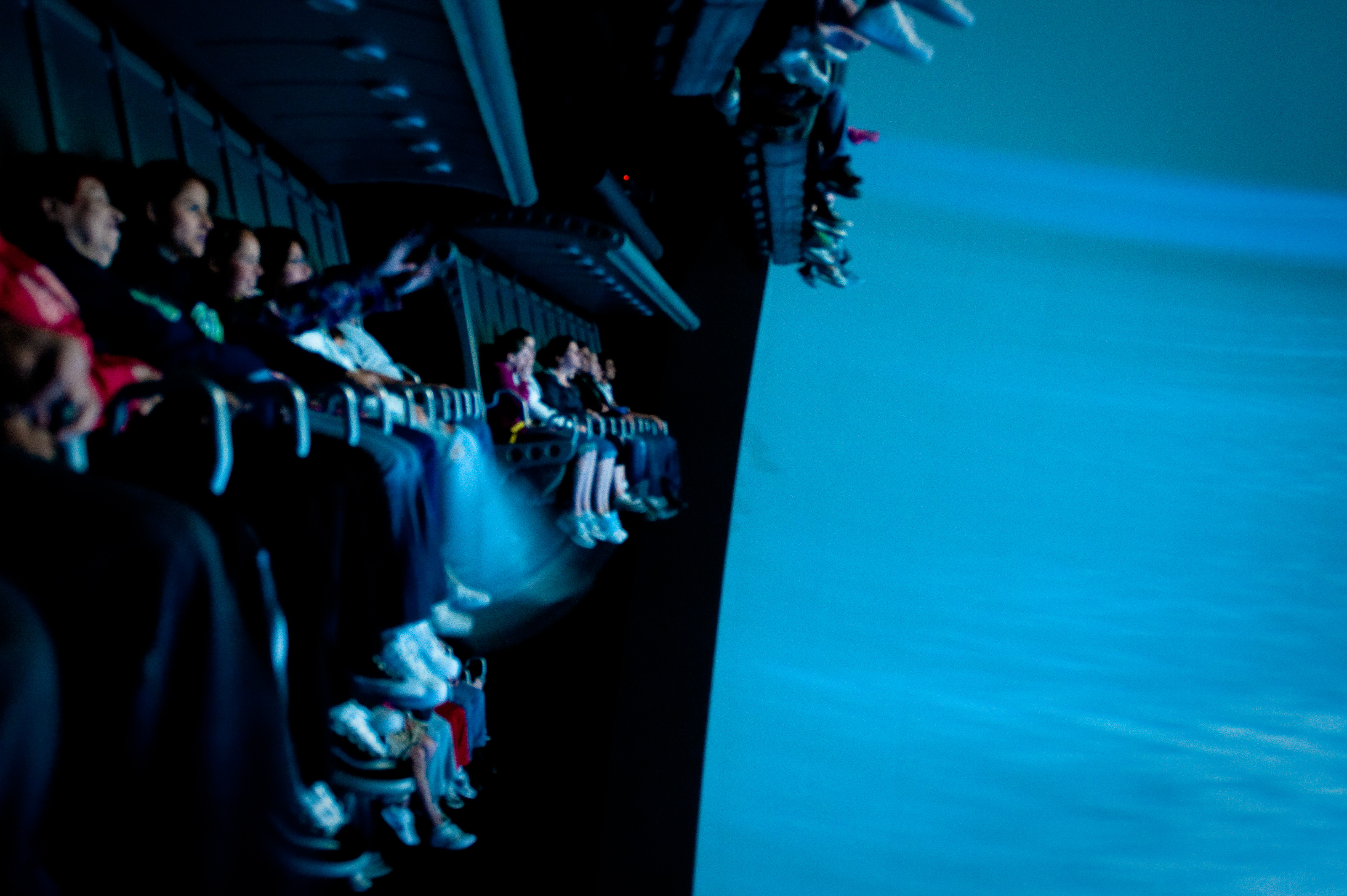
Nacelles face à l'écran IMAX.

L'attraction Soarin' Over California était l'une des plus visitées du parc Disney's California Adventure avec un nombre d'entrées comparable à ceux des plus grands succès de Disneyland. La durée d'attente pouvait atteindre parfois plus de 2h30. Elle constitue la seule attraction de la section Condor Flats, qui rend hommage à l'aviation en Californie.
L'attraction fut fermée le 15 juin 2016 pour être remplacée par l'attraction Soarin' Over the World.
Cette attraction bénéficie du système FastPass
- Ouverture : 8 février 2001 (avec le parc)
- Fermeture : 15 juin 2016
- Conception : Walt Disney Imagineering
- Constructeur : Dynamic Structures
- Taille minimale requise : 1,02 m
- Altitude atteinte par le véhicule : 13 m
- Durée : 4 min 41 s
- Nombre de passagers : 87
- Situation : 33° 48′ 29″ N, 117° 55′ 12″ O

### Soarin' Around the World(Soarin' Over the World,Soaring Over the Horizons)
Cette version de l'attraction remplace Soarin' Over California à Disney California Adventure et à Epcot. Elle est aussi proposée à Shanghai Disneyland sous le nom de Soaring Over the Horizon.

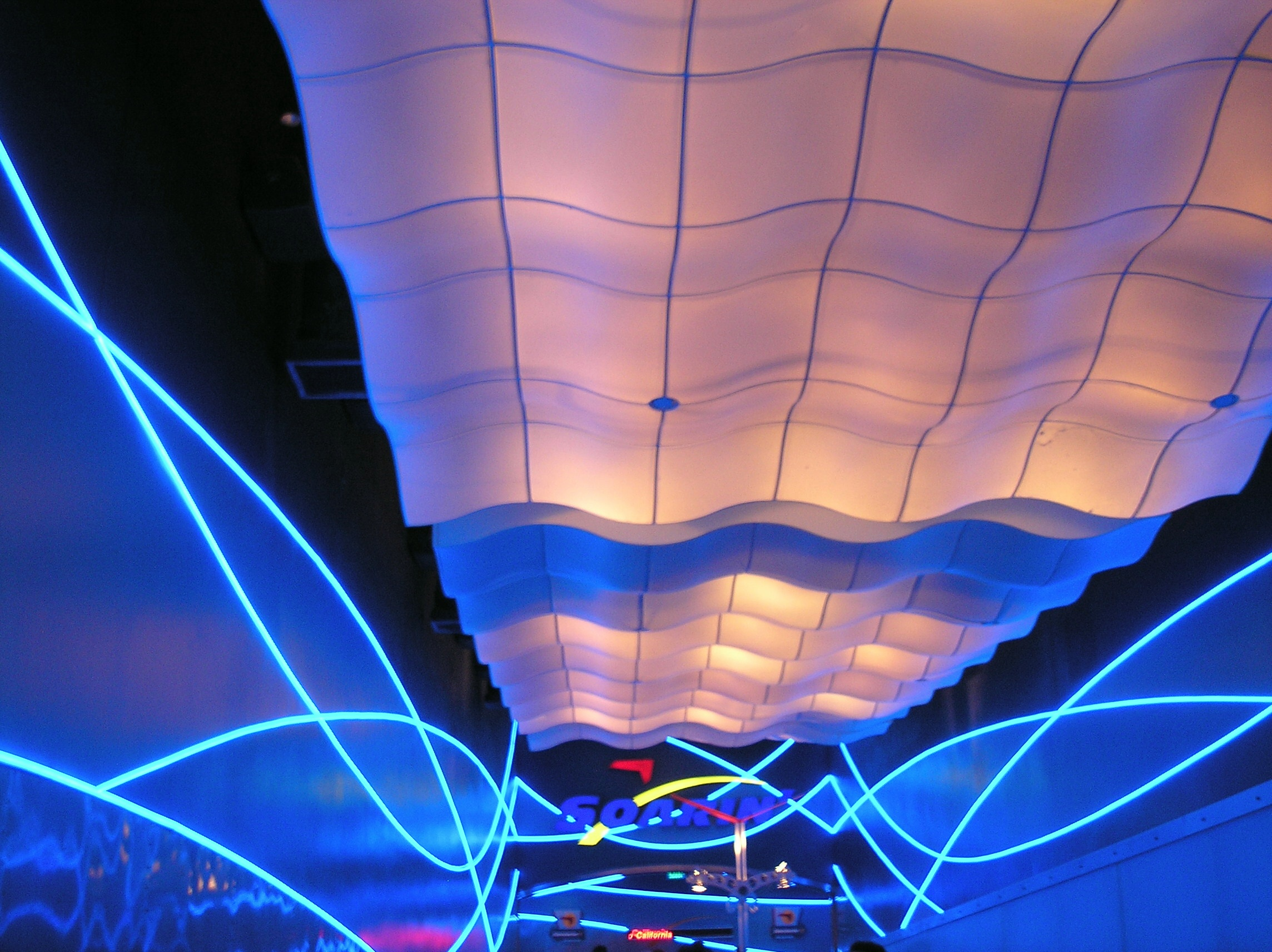
Couloir d'accès à l'attraction.

#### Disney California Adventure
L'attraction Soarin' Around the World propose un film montrant plusieurs célèbres monuments mondiaux. Le décor reste identique à celui de Soarin' Over California.
Cette attraction bénéficie du système FastPass
- Ouverture : 17 juin 2016
- Conception : Walt Disney Imagineering
- Constructeur : Dynamic Structures
- Taille minimale requise : 1,02 m
- Altitude atteinte par le véhicule : 13 m
- Durée : 4 min 41 s
- Nombre de passagers : 87
- Situation : 33° 48′ 29″ N, 117° 55′ 12″ O

#### Epcot
L'attraction Soarin' Over the World à Epcot propose le même film que son aînée de Californie mais avec une introduction plus courte et un logo différent. Une autre différence notable est l'immense bâtiment construit entre le pavillon Imagination! et celui du Canada. Le mur extérieur a été peint en bleu ciel afin d'être moins visible. Le site de Floride ne permet pas comme en Californie de construire la salle à 15 mètres sous le sol: le bâtiment s'élève donc d'autant.
L'attraction est associée au pavillon The Land qui a subi pour l'occasion une profonde rénovation. Afin d'être mieux intégré à ce pavillon, le thème de l'attraction est celui d'un aéroport à partir duquel les visiteurs peuvent admirer la Terre et ses paysages. L'entrée de l'attraction était avant une salle de spectacle ayant présenté les attractions Kitchen Kabaret (1982-1994) puis Food Rocks (1994-2004).
Cette attraction bénéficie du système FastPass
- Ouverture : 17 juin 2016
- Conception : Walt Disney Imagineering
- Constructeur : Dynamic Structures
- Taille minimale requise : 1,02 m
- Altitude atteinte par le véhicule : 13 m
- Durée : 4 min 15 s
- Nombre de passagers : 87
- Sponsor : Nestlé
- Salle
  - Superficie : 5 989,5 m2
  - Diamètre : 26,7 m
- Situation :
  - Entrée : 28° 22′ 25″ N, 81° 33′ 08″ O
  - Attraction : 28° 22′ 22″ N, 81° 33′ 09″ O

#### Shanghai Disneyland
Nommée Soaring Over the Horizon l'attraction a été développée avec des images internationales et non plus uniquement américaines. Cette version a ensuite remplacé l'ancienne version dans les parcs aux États-Unis.
Cette attraction bénéficie du système Disney Premier Access
- Ouverture : 16 juin 2016
- Conception : Walt Disney Imagineering
- Taille minimale requise : 1,02 m
- Situation :
  - Entrée : 31° 08′ 47″ N, 121° 39′ 37″ E
  - Attraction : 31° 08′ 44″ N, 121° 39′ 40″ E

#### Tokyo DisneySea
Le 27 avril 2016, les responsables de Tokyo Disney Resort annoncent un certain nombre de nouvelles attractions pour les parcs de Tokyo Disneyland et de Tokyo DisneySea. Cette annonce contient l'ajout d'une version de Soarin' dans le quartier Mediterranean Harbour de Tokyo DisneySea, derrière la chapelle de Palza Topolino Norte. L'annonce a révélé que cette version aurait un thème différent, avec des véhicules ressemblant à des machines volantes de l'époque de la Renaissance imaginées par Léonard de Vinci,. Le 28 septembre 2018, Tokyo DisneySea retarde l'ouverture de l'attraction Soarin' à l'été 2019. Le 17 mai 2019, l'attraction est présentée à la presse quelques semaines avant son ouverture.
L'attraction a été intégrée au Museum of Fantastic Flight, un musée fictif consacré au rêve des hommes de voler. Ce musée présente une rétrospective sur la vie de l'aviatrice, inventrice visionnaire et membre de la Société des explorateurs et aventuriers, Camellia Falco. L'esprit de Falco nous amène à voir certains de ses planeurs nommés "Dream Flyer" et nous invite à faire un voyage imaginaire dans le monde entier.
Cette attraction bénéficie du système FastPass
- Nom : Soaring: Fantastic Flight
- Ouverture : 23 juillet 2019
- Taille minimale requise : 1,02 m
- Durée : 5 min 15 s
- Nombre de passagers : 87 par salle (l'attraction est composée de 2 salles)